# Mivttejávri
Mivttejávri är en sjö i Norge och Finland.   Den finländska delen ligger i Utsjoki kommun i landskapet Lappland. Mivttejávri ligger 227 meter över havet och är 59 hektar stor, större delen mesta i Norge. Omgivningarna runt Mivttejávri är i huvudsak ett öppet busklandskap.